# Victorella pavida
Victorella pavida är en mossdjursart som beskrevs av Saville Kent 1870. Victorella pavida ingår i släktet Victorella och familjen Victorellidae. Arten är reproducerande i Sverige. Inga underarter finns listade i Catalogue of Life.